# TF1 Vidéo
TF1 Vidéo a été créée en 1989 par le groupe TF1. Cette société de distribution de films s’impose depuis plus de 20 ans comme un des acteurs les plus importants du marché de la distribution vidéo et de l’édition.
Cette société édite sur cassette vidéo, Video CD (VDC / CD-I), Laserdisc puis sur DVD et Blu-ray de nombreux films français et étrangers, mais aussi parfois des dessins animés.
En ce qui concerne l’accès au site www.tf1video.fr, ce lien redirige vers TF1 Vision depuis quelque temps.

## Un catalogue de 4 000 titres
La position dominante de TF1 Vidéo s’explique par le fait qu’elle possède un catalogue de plus de 4 000 programmes en tous genre, que ce soit des séries, des programmes pour la jeunesse, des spectacles d’humoristes, des films cinématographiques, … Les nombreux genres acquis par TF1 Vidéo ont permis de différencier cette société de ses différents concurrents. Les programmes disponibles ont été obtenus aussi bien auprès des ayants droit français qu'étrangers.

## TF1 Vision
En novembre 2005, TF1 vidéo a mis sur le marché TF1 Vision qui est un service de vidéo à la demande. Ce service permet maintenant de voir des séries en VOST 24 heures après leur diffusion aux États-Unis. TF1 Vision, ce sont plus de 7 000 programmes de toutes sortes (cinéma, humour, jeunesse, …).
TF1 Vision est une des huit plus grandes plateformes de VoD (Video on Demand) avec CanalPlay, VirginMega, France tVoD, ArteVod, Glowria ou encore UniversCiné et a su se lancer au bon moment sur le marché de la VoD qui est estimé à 53 millions d’euros pour l’année 2008, c’est-à-dire une augmentation d’environ 84 % par rapport à l’année 2007.
Pour accéder à la plateforme, il faut suivre ce lien : www.tf1vision.com. La plateforme est également disponible via les boutiques présentées sur les principaux Fournisseurs d’Accès à Internet (Free, Orange, Alice…), ou encore sur l’iTunes Video Store.
Un des points forts de TF1 Vision est l’innovation qui lui permet de rester compétitif. Ce service de vidéo à la demande est assez complet, car il comporte un service de catch-up TV, des programmes qui sont proposés en version originale et en haute définition et permet des téléchargements définitifs avec sauvegarde. Il ne faut pas oublier que TF1 Vision c’est aussi des applications sur l’iPhone et le Google Phone.

## Nouvelle étape, la haute définition
En ce qui concerne la mise à disposition de copies numériques, TF1 Vidéo a été la pionnière du marché français. Cette copie présente sur certaines éditions de DVD permet aux clients de disposer pleinement de la vidéo sur ordinateur ou baladeur portable.
TF1 Vidéo s’illustre également dans la HD (haute définition) avec une collection de disques Blu-Ray depuis 2008.
C’est le 16 janvier 2009 que TF1 vision a lancé une application pour iPhone sur iTunes Store. Cette application permet de retrouver les extraits des nouveautés ou encore les bandes annonces qui ont été mises en ligne sur le site de TF1 Vision.

## Le déclin du DVD et l'avenir de la VOD
Malgré le grand succès de TF1 Vidéo, le chiffre d’affaires de l’activité Vidéo de TF1 a subi durant les neuf premiers mois de l’année 2010 une baisse de 19,6 %.
Cela s’explique contextuellement par une baisse constante des prix ainsi que par une baisse des volumes vendus.
Le 30 juillet 2009, TF1 Vidéo et Orange ont signé un accord indiquant que les vidéos de TF1 Vision seront disponibles auprès du Fournisseur d’Accès à Internet (FAI) Orange, ce qui assure à TF1 Vidéo une diffusion plus large de son catalogue.
En avril 2011, un partenariat avec Sony permettra à TF1 Vidéo de distribuer ses œuvres en VOD sur la plateforme multiplateformes Qriocity.

## Quelques films et dessins animés éditées par TF1 Vidéo

### Films
- L'aventure c'est l'aventure
- Brice de Nice
- Quasimodo d'El Paris
- Le Plus Beau Métier du monde
- La Fille de d'Artagnan
- Le Bossu
- Le Ciel, les Oiseaux et... ta mère !
- Itinéraire d'un enfant gâté
- L'Emmerdeur (1973)
- L'Emmerdeur (2008)
- Iznogoud
- Un Indien dans la ville (c'est le premier film édité par TF1 Vidéo à atteindre le million d'exemplaires)
- Hercule et Sherlock
- Highlander II
- Highlander: Endgame
- Confessions d'un homme dangereux
- Escrocs mais pas trop
- Tout le monde dit I love you
- Austin Powers
- Las Vegas Parano
- The Van
- Mean Streets
- Casino
- Jackie Brown
- Pulp Fiction
- Studio 54
- Clerks 2
- Dogma
- Jay et Bob contre-attaquent
- La Baie sanglante
- Salut l'ami, adieu le trésor
- Phenomena
- On l'appelle Trinita
- On continue à l'appeler Trinita
- Intouchables

### Dessins animés
- Babar
- Barbapapa
- Bob l'éponge
- Calimero
- Casper
- Dog Tracer
- Dora l'exploratrice
- Franklin
- Les Fruittis
- Hello Kitty
- Inspecteur Gadget
- Petit Ours Brun
- Les Petites Sorcières
- Pif et Hercule
- Poil de Carotte
- Les Schtroumpfs
- South Park
- Spider-Man
- Teen Days, Futures Stars

### Séries télévisées
- Amicalement vôtre
- Arsène Lupin
- Belphegor
- Les Chevaliers du ciel
- Clem
- Cosmos 1999
- Les Envahisseurs
- Les Experts
- Fifi Brindacier
- Hélène et les Garçons
- Palace
- Poly
- Rintintin
- Le Saint
- La Vipère noire
- Twin Peaks